# Bromuro stannico
Il bromuro stannico o bromuro di stagno(IV)  o tetrabromuro di stagno, è il sale di stagno(IV) dell'acido bromidrico di formula chimica SnBr4. A temperatura ambiente si presenta come solido trasparente, ma data la bassa temperatura di fusione è sufficiente manipolare il contenitore per osservarlo allo stato liquido.

## Sintesi
Si produce per reazione diretta degli elementi
{\displaystyle {\ce {Sn + 2 Br2 -> SnBr4}}}
La reazione è molto esotermica e, se non adeguatamente termostatata, porta ad una violenta combustione del metallo nell'atmosfera di bromo. Alla sintesi deve seguire un'opportuna distillazione per separare il composto dalle impurità di Diossido di stagno.

## Reattività
Reagisce violentemente con acqua e con l'umidità dell'aria, idrolizzandosi secondo la reazione:
{\displaystyle {\ce {SnBr4 + 2H2O -> 4HBr + SnO2}}}
che produce vapori corrosivi di acido bromidrico e precipitato di biossido stannico.